# (4404) Enirac
(4404) Enirac (1987 GG) – planetoida z grupy pasa głównego asteroid okrążająca Słońce w ciągu 4,31 lat w średniej odległości 2,65 j.a. Odkryta 2 kwietnia 1987 roku.